# Гроза над Русью
«Гроза над Русью» — исторический фильм-драма режиссёра Алексея Салтыкова. Совместное производство Украины и России, 1990-1992 год.
Двухсерийный фильм по мотивам романа А. К. Толстого «Князь Серебряный».

## Сюжет
Художественное осмысление исторических событий XVI века основано на сюжете романа писателя А. К. Толстого «Князь Серебряный».

## В ролях
- Олег Борисов — царь Иван Грозный
- Анатолий Устинов — князь Никита Серебряный (озвучивает Алексей Иващенко)
- Сергей Бондарчук — боярин Дружина Морозов
- Ольга Алёшина — Елена, жена боярина Морозова, возлюбленная князя Серебряного
- Юрий Астафьев — князь Афанасий Вяземский, опричник (озвучивает Михаил Селютин)
- Виктор Степанов — Малюта Скуратов, глава опричников
- Вацлав Дворжецкий — митрополит Московский и всея Руси Филипп
- Владимир Литвинов — Борис Годунов, боярин, шурин царевича Фёдора (озвучивает Рудольф Панков)
- Сергей Бездушный — Фёдор Басманов, опричник (озвучивает Александр Новиков)
- Виктор Щеглов — Алексей Басманов, опричник, отец Фёдора Басманова
- Пётр Зайченко — Матвей Хомяк, опричник (озвучивает Дмитрий Матвеев)
- Николай Трофимов — Михеич, слуга князя Серебряного
- Николай Шатохин — царевич Иван, старший сын Ивана Грозного
- Антон Курепов — Максим Скуратов, сын Малюты (вымышленный персонаж)
- Анатолий Горгуль — Василий Блаженный, юродивый
- Александр Соловьёв — Ванюха Перстень, он же Иван Кольцо, разбойничий атаман
- Михаил Златопольский — мельник-колдун
- Александр Бобровский — Митька, разбойник
- Евдокия Урусова — Онуфриевна
- Николай Шевкуненко — Коршун, разбойник
- Юрий Цурило — Терёшка, палач
- Юрий Чернов — Балалайка, разбойник

## Съёмочная группа
- Режиссёр: Алексей Салтыков
- Авторы сценария: Алексей Салтыков, Михаил Селютин
- Оператор: Сергей Бирюк
- Художник-постановщик: Виктор Козлов
- Композитор: Кирилл Волков
- Звукорежиссёр: Альберт Авраменко

## Награды
Призы «За вклад в развитие славянского кинематографа» (Салтыков) и «За лучшее воплощение роли в историческом фильме» (Борисов) на МКФ славянских и православных народов «Золотой Витязь» в Тирасполе (1994).
Фильм снимался на нескольких площадках в Великом Новгороде и его окрестностях.